# Transversion
| Ausgangsbase |   | Mutation |
| ------------ | - | -------- |
| A            | → | C / T    |
| C            | → | A / G    |
| G            | → | C / T    |
| T            | → | A / G    |

Unter Transversion versteht man in der Genetik eine Punktmutation, bei der eine Pyrimidinbase gegen eine Purinbase ausgetauscht wird oder umgekehrt.
Wenn hingegen eine Purinbase gegen eine Purinbase, oder eine Pyrimidinbase gegen eine Pyrimidinbase ausgetauscht wird, handelt es sich um eine Transition.